# Helminthoglypta callistoderma
Helminthoglypta callistoderma är en snäckart som beskrevs av Henry Augustus Pilsbry 1917. Helminthoglypta callistoderma ingår i släktet Helminthoglypta och familjen Helminthoglyptidae. IUCN kategoriserar arten globalt som starkt hotad. Inga underarter finns listade i Catalogue of Life.